# Sedam smrtnih grehova
Sedam smrtnih grehova predstavlja jednu od najvažnijih okosnica hrišćanskog učenja i hrišćanske teologije. Međutim, najinteresantnija stvar u vezi sa svim tim jeste da se takva lista od sedam grehova koji vode u smrt, kao takva ne može naći u Bibliji. Prvi ih je kodifikovao monah Evagrije Pontijski, i to u vremenskom periodu udaljenom tri stotine godina posle Hristove smrti. Preciznije, on je napravio listu od osam „strašnih iskušenja ljudske duše“, koju je kasnije 590. godine papa Grigorije Veliki suzio na sedam i proglasio „smrtnim“. Prema hrišćanskom shvatanju: blud, zavidnost, proždrljivost, lenjost, pohlepa, gnev i ponos su grehovi koji se mogu počiniti svesno i nesvesno. U narednih 1400 godina, ova lista od „sedam smrtnih grehova“ biće veoma bitna determinanta hrišćanske teologije, istorije, razvoja društva, pa i naše sadašnjice. Prema učenju katoličke crkve, sedam smrtnih grehova nisu izolovani od bilo kojeg drugog greha koji nije „smrtni“. Međutim, sedam smrtnih grehova jesu izvorište, mesto iz kojeg polaze svi drugi grehovi i poroci. Početkom 14. veka ideja o „sedam smrtnih grehova“ bila je veoma inspirativna ideja među umetnicima koji su doprineli da se to shvatanje ukoreni u svesti među katolicima širom sveta. Iz tog perioda datira i mnemotehnički akronim: „SALIGIA“ reč koja je nastala tako što je uzeto početno slovo svake od sedam imenica na latinskom kojima se označava jedan od grehova: superbia (ponos), avaritia (pohlepa), luxuria (bludnost, požuda), invidia (zavist), gula (proždrljivost), ira (ljutnja, bes), acedia (lenjost).

## Požuda, blud
O požudi, bludu ili razvratu se ne može govoriti kao jedinstvenoj kategoriji, jer postojala su različita shvatanja tokom razvoja društva. Nekada se preljub tretirao kao bludničenje i krivično delo, dok danas vlada drugačije shvatanje. Blud se obično upotrebljava onda kada se želi opisati neka kriminalna radnja u kojoj se dešavaju seksualne aktivnosti, često povezano sa pornografijom. Nekada je teško odrediti granicu između bluda i fetišizma. Prema hrišćanskom učenju klasične radnje bluda bile su preljuba, konzumiranje seksualnih odnosa prije stupanja u brak i sl.
Ipak kao hrišćansku definiciju bludnosti možemo uzeti sledeći obrazac: "Bludnost je iskrivljen, izopačen odnos prema seksualnosti kao nečemu čistom i svetom što je Bog stvorio."

## Gordost, oholost
Ohol čovek je onaj čovek koji se odnosi potcenjivački prema ljudima, a prema hrišćanskom učenju i prema samom Bogu. Ohol čovek je prepotentan čovek, pun sebe, smatra da sve najbolje zna, i da sve najbolje ume da uradi. Oholost predstavlja precenjivanje svojih mogućnosti i stvaranje osjećaja nadmoćnosti u odnosu na druge osobe.

## Pohlepa, škrtost
Pohlepa je osobina karakteristična za ljude koji žele sve zadržati za sebe. To nije samo škrtost prema materijalnim dobrima, nego se podrazumeva i duhovna škrtost. Filozof Seneka je govorio da siromasi žele nešto, bogataši mnogo, a škrtice sve.

## Zavist
Zavist je snažno osećanje zavidnosti na uspeh koji je ostvario neko drugi, odnosno krivo nam je zbog nečijeg uspeha. Zavist potiskuje samopoštovanje.

## Proždrljivost
Proždrljivost je jako negativna osobina koja se manifestuje u prekomernom i bespotrebnom unošenju hrane u organizam. Kod proždrljivosti osoba iako nema potrebe za dodatnim konzumiranjem hrane to čini preko volje, čak onda i kada joj to šteti. Proždrljivost je naročito smatrana negativnom osobinom u istoriji čovečanstva kada su velike gladi bile česte. Dok su neki umirali zbog nedostatka hrane, bogataši su se razbacivali namirnicama. Pored hrane, pod proždrljivost može da se podvede i neograničeno uzimanje pića, pijanstvo i sl.

## Gnev
Gnev (bes ili ljutnja) je emocionalna reakcija, koja može biti izazvana objektivnim događajima, ali i iracionalna, nerazumna izazvana autosugestijom. Gnev se manifestuje snažnim emocionalnim reakcijama kroz govor povišenog tona - vikanje, nameru da se nekom nanese bol, patnja i sl.

## Lenjost
Lenjost je osobina koja karakteriše ljude koji su izgubili cilj u životu i entuzijazam, želju za stvaralaštvom. Lenjost nije nedeljno dremanje na krevetu, gledanje utakmice, filma, ili pak odmaranje na plaži. Da bi neka od ovih aktivnosti postala lenjost, neophodno je da ona postane u našem životu pravilo, a ne izuzetak koji se dešava s vremena na vreme. Recimo, posle popodneva u subotu ili tokom nedelje nakon iscrpnog, teškog i napornog rada. Vilijam Hovard Arnold je rekao da je najveći bankrot na svetu osoba koja je izgubila entuzijazam.

## Literatura
- Boyle, Marjorie O'Rourke (1997) [23. 7. 1997]. „Three: The Flying Serpent”. Loyola's Acts: The Rhetoric of the Self. The New Historicism: Studies in Cultural Poetics,. 36. Berkeley: University of California Press. стр. 100—146. ISBN 978-0-520-20937-4.
- Tucker, Shawn (2015). The Virtues and Vices in the Arts: A Sourcebook. Eugene, OR: Cascade Press.
- Schumacher, Meinolf (2005): "Catalogues of Demons as Catalogues of Vices in Medieval German Literature: 'Des Teufels Netz' and the Alexander Romance by Ulrich von Etzenbach." In In the Garden of Evil: The Vices and Culture in the Middle Ages. Edited by Richard Newhauser, pp. 277–290. Toronto: Pontifical Institute of Mediaeval Studies.
- The Divine Comedy ("Inferno", "Purgatorio", and "Paradiso"), by Dante Alighieri
- Summa Theologica, by Thomas Aquinas
- The Concept of Sin, by Josef Pieper
- The Traveller's Guide to Hell, by Michael Pauls & Dana Facaros
- Sacred Origins of Profound Things, by Charles Panati
- The Faerie Queene, by Edmund Spenser
- The Seven Deadly Sins Series, Oxford University Press (7 vols.)
- Rebecca Konyndyk DeYoung (2009). Glittering Vices: A New Look at the Seven Deadly Sins and Their Remedies,. Grand Rapids: BrazosPress.
- Solomon Schimmel (1997). The Seven Deadly Sins: Jewish, Christian, and Classical Reflections on Human Psychology,. New York: Oxford University Press.
- "Doctor Faustus" by Christopher Marlowe